# Gerhard Johann David von Scharnhorst
Gerhard Johann David von Scharnhorst (né le 12 novembre 1755 à Bordenau, aujourd’hui un quartier de Neustadt am Rübenberge dans le Hanovre ; mort le 28 juin 1813 à Prague) est un général prussien. Avec le comte August von Gneisenau, il réforma de façon décisive l’armée prussienne en instituant notamment une armée de réserve, qui augmentait notablement l’effectif potentiellement mobilisable. Il abolit en 1807 les châtiments corporels dans l’armée.

## Biographie

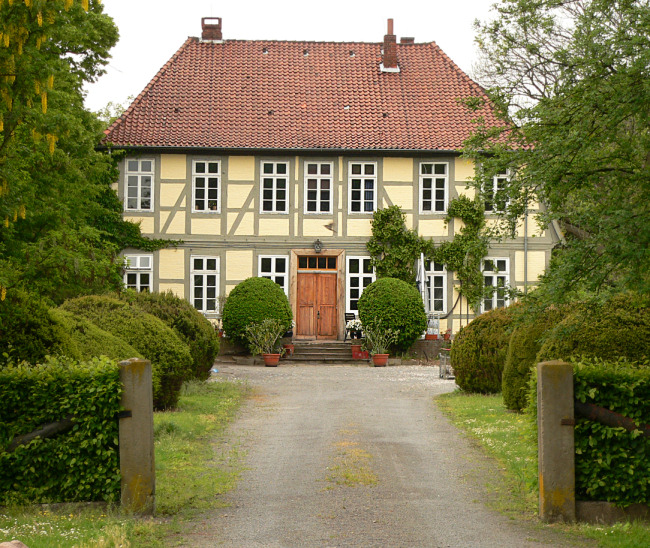
La maison natale de Scharnhorst dans le village de près de Neustadt am Rübenberge.

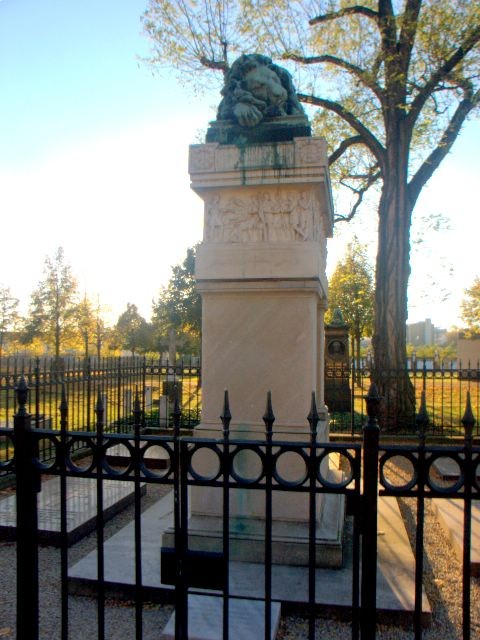
Sépulture du général von Scharnhorst au cimetière des Invalides de Berlin, sculpture de Friedrich Tieck (1822).

### Débuts dans l’armée de Hanovre
Gerhard Scharnhorst était le fils du maréchal des logis Ernst-Wilhelm Scharnhorst, lui-même issu d'une vieille famille (de) paysanne de Bordenau, et de Wilhelmine Tegtmeyer, fille d’un propriétaire foncier de ce village. Le père de Scharnhorst avait dû mener un procès en succession pour que sa femme hérite des terres de ses parents. La partie adverse était formée de membres de la puissante assemblée provinciale du pays de Calenberg-Grubenhagen. Les terres de Bordenau étaient anoblissantes jusqu’au XVIIe siècle, mais par la suite elles ne furent plus qu’un bien foncier, de maigre rapport au demeurant. Pour les officiers de la Garde royale de Prusse, l’héritage de Scharnhorst (qui ne fut anobli qu’en 1804), était un sujet de plaisanterie.
Scharnhorst fréquenta à partir de 1773 l’école militaire établie par le comte Wilhelm zu Schaumburg-Lippe sur l'île de Wilhelmstein et fut admis en 1778 comme enseigne dans le régiment de cavalerie hanovrien du général von Estorff. Promu lieutenant d’artillerie en 1782, peu après instructeur à l’École de guerre, il devint enfin capitaine de cavalerie en 1792.
À la tête d’un escadron de cavalerie, il combattit au cours de la Première Coalition de 1793 à 1795 dans les Flandres et les Pays-Bas aux côtés des forces coalisées, et joua un rôle notable dans la défense de Menin.

### Au service de la Prusse
Promu lieutenant-colonel en 1796 à la fin des hostilités et chargé dès lors de tâches administratives, il s’engage en 1801 dans l’armée prussienne, où il est versé dans l’artillerie en conservant le bénéfice de son grade. Nommé directeur de l’École des cadets d'Infanterie et de cavalerie, son enseignement eut une influence durable dans l'armée prussienne.
Il crée en 1802 la Société militaire de Berlin, vouée à promouvoir une réforme en profondeur de l'armée. Le général Ernst von Rüchel en est le premier président. Anobli en 1804 et promu colonel, von Scharnhorst devient en 1806 chef d’état-major du général von Rüchel, et est affecté ensuite à l'état-major du duc de Brunswick. Il y croise et remarque le déjà brillant intellect de Carl von Clausewitz et devient son mentor.
Malgré une blessure au côté gauche reçue à la bataille d'Iéna, il parvient à se joindre à la retraite du général Blücher vers Lübeck. Fait prisonnier avec Blücher, mais bientôt échangé contre des officiers français en même temps que lui, il prend part à la bataille d'Eylau avec le grade de commandant du train dans le corps de cavalerie du général Anton Wilhelm von L'Estocq.
Après la paix de Tilsit, en juillet 1807, il est nommé chef du Département de la Guerre, chef d'État-major et membre de la Commission de réforme de l'Armée. De concert avec Gneisenau et Boyen, il réorganise l’appareil militaire de fond en comble : il fait renvoyer les officiers incompétents, supprime les sergents-recruteurs. Il constitue une armée de réserve importante à l’insu des autorités d’occupation française en accélérant au maximum la formation des volontaires (mesure dite du Krümpersystem). En substituant à l’ancienne armée de mercenaires une armée de citoyens volontaires, davantage portés au patriotisme et de mœurs mieux réglées, Scharnhorst préparait la mobilisation d’une armée nationale et la reconquête des territoires allemands. Il fonde l'académie de guerre de Prusse à Berlin en 1810.

### Renversement d'alliances
À la demande des autorités françaises, il fut contraint de démissionner « pour la forme » du cabinet de la Guerre en juin 1810, mais n’en demeura pas moins chef d’État-major et employa le reste de ses loisirs à organiser un corps de sapeurs.
Lorsqu’au début de 1813 les forces russes, poursuivant les débris de la Grande Armée, atteignirent les marches de Silésie, Scharnhorst organisa audacieusement le soulèvement de la Prusse, et le 28 février il assistait à Kalisch à la conclusion d’un traité d’alliance avec la Russie. Il proposa au roi de Prusse l’institution de l’Ordre de la Croix de fer et lorsque la guerre avec la France éclata, il était général de l’armée de Silésie, sous les ordres du général en chef prussien Blücher, avec lequel il partageait le crédo de l’attaque.
Scharnhorst fut blessé d’une balle au genou à la bataille de Lützen (2 mai 1813), et faute de soins mourut de gangrène deux mois plus tard à Prague, alors qu’il était en route pour Vienne, afin de tenter de rallier l’Autriche à la coalition. Son corps fut inhumé au Cimetière des Invalides à Berlin. Le sculpteur Friedrich Tieck réalisa un monument pour son tombeau. Le roi Frédéric-Guillaume demanda en 1822 à Rauch de dresser sa statue en face de la Garde Royale à Berlin. Un autre monument lui est dédié en face de sa maison natale, à Bordenau.
Son œuvre réformatrice sera poursuivie par un officier qu'il avait lui-même formé, Job von Witzleben.

## Œuvres

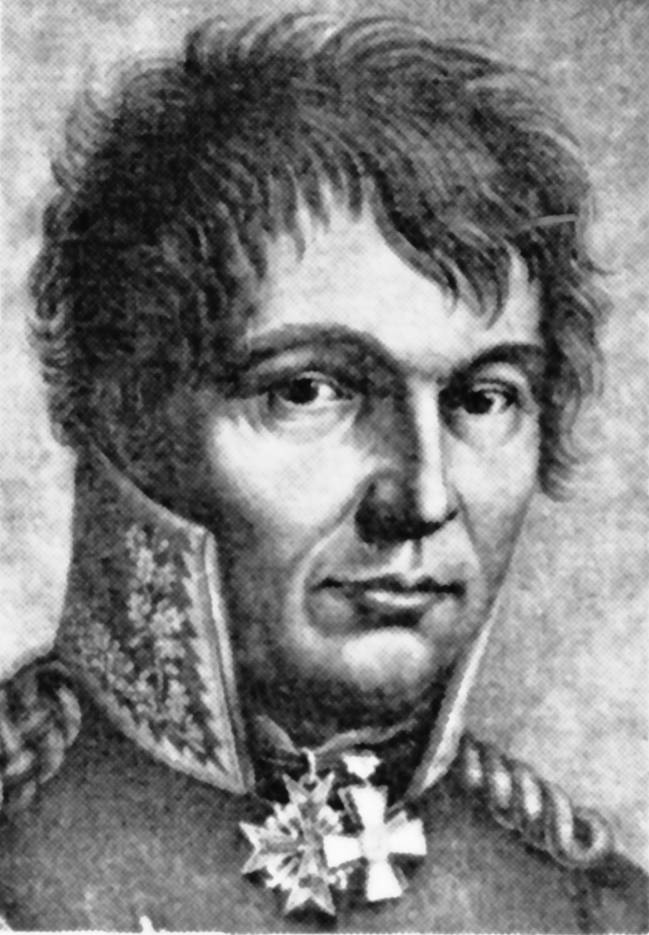
Scharnhorst - gravure contemporaine du général prussien.

- Handbuch für Offiziere in den angewandten Teilen der Kriegswissenschaften. 3 vol., Hanovre, 1787–90; nouvelle édition augmentée par Hoyer, 1817–20.
- Militärische Denkwürdigkeiten. 5 vol., Hanovre, 1797–1805.
- G. von Scharnhorst (trad. M. A. Fourcy), Traité sur l'artillerie [« Handbuch der Artillerie »], Hanovre, J. Corréard, 1804 (réimpr. 1806, 1814 ; 1840, Paris pour l'éd. en français), 284 + 160 p. de tables numériques
- Militärisches Taschenbuch zum Gebrauch im Felde. Avec une présentation d’Ulrich Marwedel, réimpression de la 3e éd. de 1794, Osnabrück: Biblio Verlag, 1980 (=Bibliotheca Rerum Militarium, XXXI),  (ISBN 3-7648-0841-1).
- Über die Wirkung des Feuergewehrs. Für die Königl. Preußischen Kriegs-Schulen. Réimpression de l'édition de 1813, avec une introduction de Werner Hahlweg, Osnabrück: Biblio Verlag, 1973 (=Bibliotheca Rerum Militarium, XXVI),  (ISBN 3-7648-0181-6).
- (de) Ausgewählte Schriften, Osnabrück, 1983, coll. « Bibliotheca Rerum Militarium, vol. XLIX », 1983 (réimpr. Introduction d’Ursula von Gersdorff), 520 p. (ISBN 978-3-7648-1273-7 et 3-7648-1273-7).
- (de) Ausgewählte militärische Schriften, Berlin, Militärverlag der DDR, 1986 (réimpr. 1re édition), 1re éd. (ISBN 978-3-327-00024-3 et 3-32700-024-7).

## Postérité
Le fils aîné de Scharnhorst, Wilhelm von Scharnhorst (1786-1854), fut inspecteur d’artillerie à Stettin et Coblence, commanda l’artillerie en 1849 contre les insurgés en Bade et après la reddition de Rastatt fut nommé commandant de cette forteresse. Il prit sa retraite en 1850 avec le grade de général d’infanterie et mourut le 13 juin 1854 à Bad Ems. Il avait épousé Agnès von Gneisenau. La lignée des Scharnhorst s’éteignit avec la mort de leur fils unique, August von Scharnhorst, décédé le 11 novembre 1875 alors qu’il commandait la place de Pillau.
La fille de Gerhard von Scharhorst, Julie, qui avait épousé le comte Friedrich zu Dohna-Schlobitten en 1809, compte en revanche plusieurs descendants.

## Hommages
Le nom du général von Scharnhorst a été donné à trois navires de guerre, au célèbre croiseur SMS Scharnhorst, au cuirassé de la Seconde Guerre mondiale, le Scharnhorst, et au sloop britannique HMS Mermaid (renommé Scharnhorst en 1959).
Il y avait aussi à Dortmund une société minière Scharnhorst ; par ailleurs, un quartier de la ville porte ce nom. L’Allemagne de l’Est avait institué une décoration militaire appelée « l’ordre de Scharnhorst ».
Lorsque la Bundeswehr est créée en 1955, la date du 12 novembre est intentionnellement retenue, en l'honneur des deux cents ans de la naissance du général Scharnhorst. La célébration des deux cent cinquante ans de sa naissance, et celle des cinquante ans de la Bundeswehr ont eu lieu le 12 novembre 2005 dans sa ville natale de Bordenau : au cours de la cérémonie, les nouvelles recrues de la Bundeswehr ont prêté serment.
L’ordre de Scharnhorst (Scharnhorst-Orden) était un ordre honorifique de la République démocratique allemande (RDA). Créé le 17 février 1966, il constituait la plus haute décoration accordée au sein de la Nationale Volksarmee (NVA).

### Sources et bibliographie

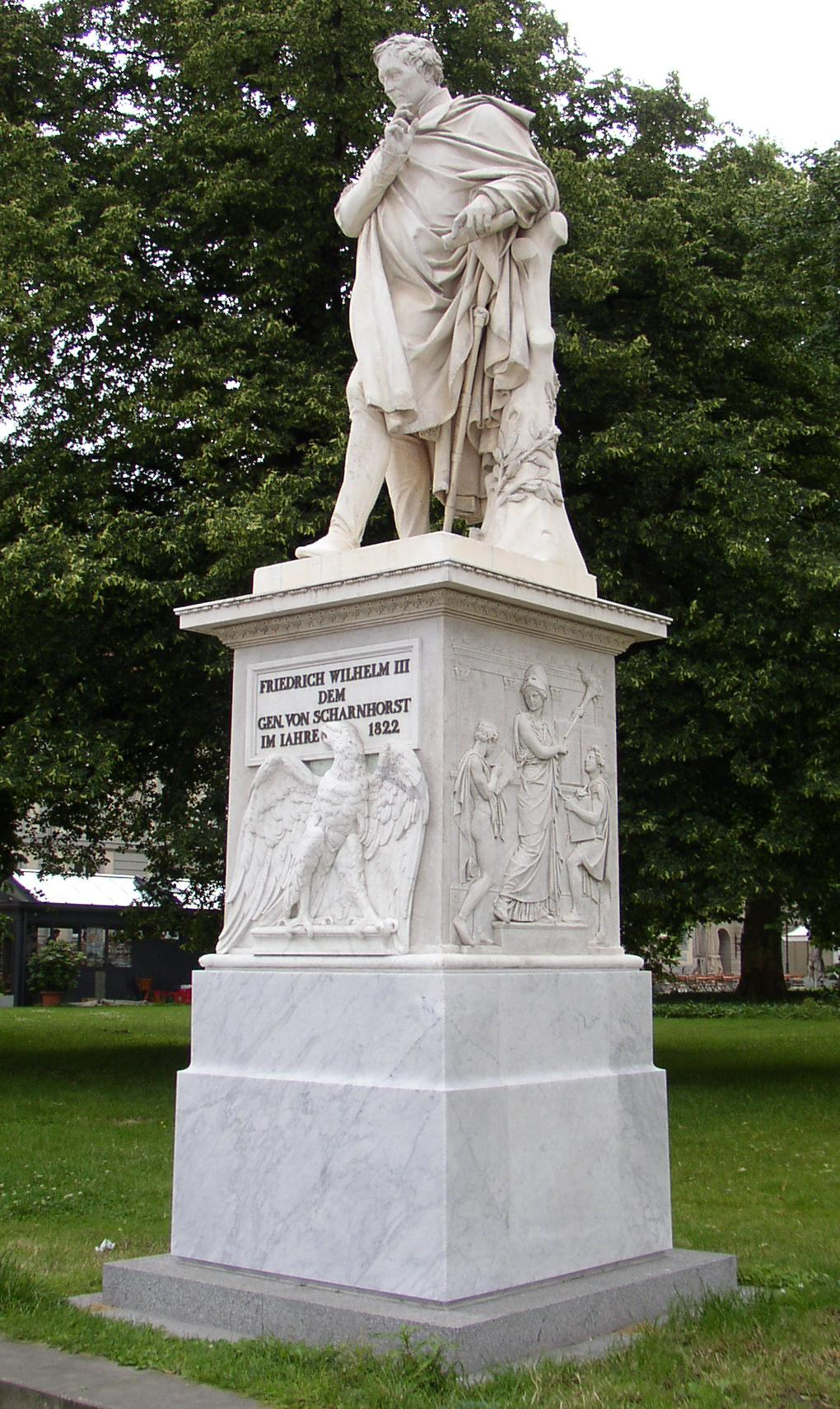
Mémorial à Unter den Linden, Berlin.